# Капела Кореничка
Капела Кореничка је насељено мјесто у Лици, у општини Плитвичка Језера, Личко-сењска жупанија, Република Хрватска.

## Географија
Капела Кореничка је удаљена око 8 км сјеверно од Коренице.

## Историја
Капела Кореничка се од распада Југославије до августа 1995. године налазила у Републици Српској Крајини. До територијалне реорганизације у Хрватској насеље се налазило у саставу бивше велике општине Кореница.

## Становништво
Према попису из 1991. године, насеље Капела Кореничка је имала 24 становника, и сви су били српске националности. Према попису становништва из 2001. године, Капела Кореничка је имала 5 становника. Према попису становништва из 2011. године, насеље Капела Кореничка је имало 13 становника.
| Националност       | 1991. | 1981. | 1971. | 1961. |
| Срби               | 24    | 29    | 72    | 86    |
| Југословени        |       | 14    |       |       |
| Хрвати             |       |       | 3     | 5     |
| остали и непознато |       | 1     | 2     | 2     |
| Укупно             | 24    | 44    | 77    | 93    |

| Демографија | Демографија | Демографија |
| Година      | Становника  | Становника  |
| ----------- | ----------- | ----------- |
| 1961.       | 93          |             |
| 1971.       | 77          |             |
| 1981.       | 44          |             |
| 1991.       | 24          |             |
| 2001.       | 5           |             |
| 2011.       |             | 13          |